# Christlmühle

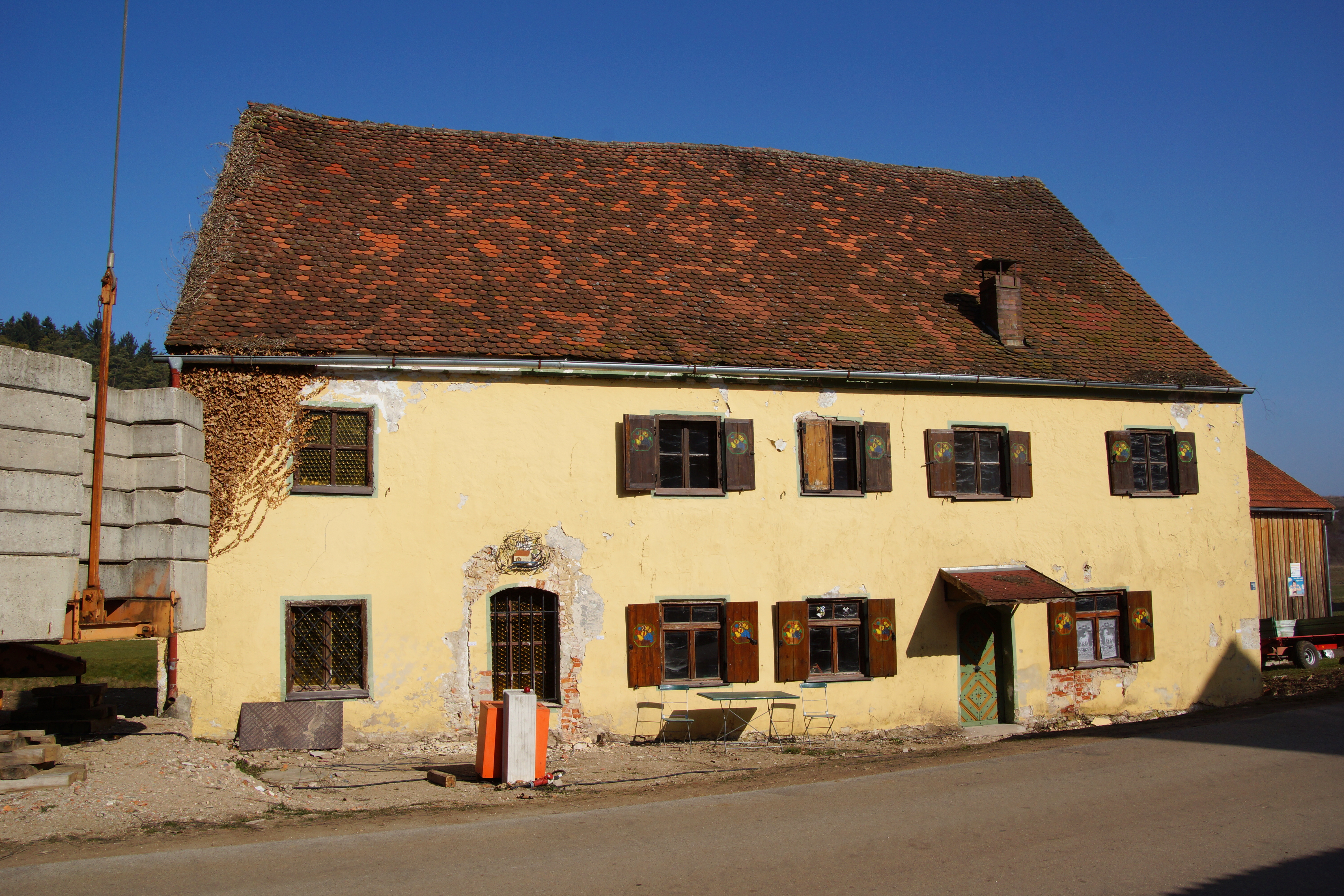
Die Christlmühle im Jahr 2014

Christlmühle ist ein Gemeindeteil der Stadt Parsberg im Landkreis Neumarkt in der Oberpfalz in Bayern.

## Geographie
Die Einöde liegt rund drei Kilometer nordwestlich des Stadtzentrums von Parsberg im Oberpfälzer Jura der Fränkischen Alb rechts im breiten Sohlental des Kerschbaches, der nordöstlich der Mühle im ehemaligen Gemeindesitz Darshofen der Schwarzen Laber zufließt.
Die Mühle ist verkehrsmäßig erschlossen durch eine Gemeindeverbindungsstraße, die in Darshofen als Kerschhofener Straße von der Kreisstraße NM 32 abzweigt. Eine weitere Verbindungsstraße führt vom Weiler Kerschhofen aus zur 100 m entfernten, auf der anderen Talseite gelegenen Christlmühle.

## Geschichte
Im Alten Reich unterstand die Mühle von der Größe eines Halbhofes dem pfalz-neuburgischen Pflegamt Lupburg.
Im Königreich Bayern wurde die Christlmühle zusammen mit der Bogenmühle im Verbund mit dem Dorf Kerschhofen dem Steuerdistrikt Darshofen im Landgericht Parsberg zugegeben. Als mit dem zweiten Gemeindeedikt von 1818 die Ruralgemeinde Darshofen gebildet wurde, gehörte auch zu dieser die Christlmühle. Diese Gemeinde des Landkreises Parsberg wurde mit diesem im Zuge der Gebietsreform in Bayern aufgelöst; ihre Gemeindeteile kamen am 1. Juli 1971 in die nunmehr dem Landkreis Neumarkt i. d. Opf. zugehörende Stadt Parsberg.
Die Mühle wurde durch ein mittelschlächtiges Wasserrad durch den Kerschbach betrieben. Sie war eine Getreidemühle, die Mitte des 20. Jahrhunderts ihren Betrieb einstellte. Das 2-geschossige Mühlengebäude, ein Satteldachbau aus dem 18./19. Jahrhundert, ist ein Baudenkmal. Siehe Liste der Baudenkmäler in Parsberg#Kerschhofen.

### Einwohner- und Gebäudezahl
- 1836: 48 Einwohner in den insgesamt 7 Häusern von Kerschhofen, Bogen- und „Christelmühle“,[7]
- 1861: 6 Einwohner, 3 Gebäude,[8]
- 1871: 6 Einwohner, 3 Gebäude in „Christelmühle“; Großviehbestand 1873: 2 Pferde, 5 Stück Rindvieh,[9]
- 1900: 10 Einwohner, 2 Wohngebäude,[10]
- 1925: 11 Einwohner, 1 Wohngebäude,[11]
- 1950:8 Einwohner, 1 Wohngebäude,[12]
- 1961: unbewohnt,[13]
- 1970: 3 Einwohner.[14]

In der Folgezeit wurden die Bewohner der Mühle in die Einwohnerzahl von Kerschhofen eingerechnet.

### Kirchliche Verhältnisse
Die Mühle gehört zu St. Georg in Kerschhofen, bis 1888 Filiale der katholischen Pfarrei Daßwang, dann Filiale der Pfarrei Darshofen im Bistum Eichstätt. Nach Daßwang bzw. Darshofen gingen die Kinder bis weit ins 20. Jahrhundert hinein auch zur Schule.